# Сичик-горобець каліфорнійський
Си́чик-горобе́ць каліфорнійський (Glaucidium californicum) — вид совоподібних птахів родини совових (Strigidae). Мешкає на заході Північної Америки.

## Опис

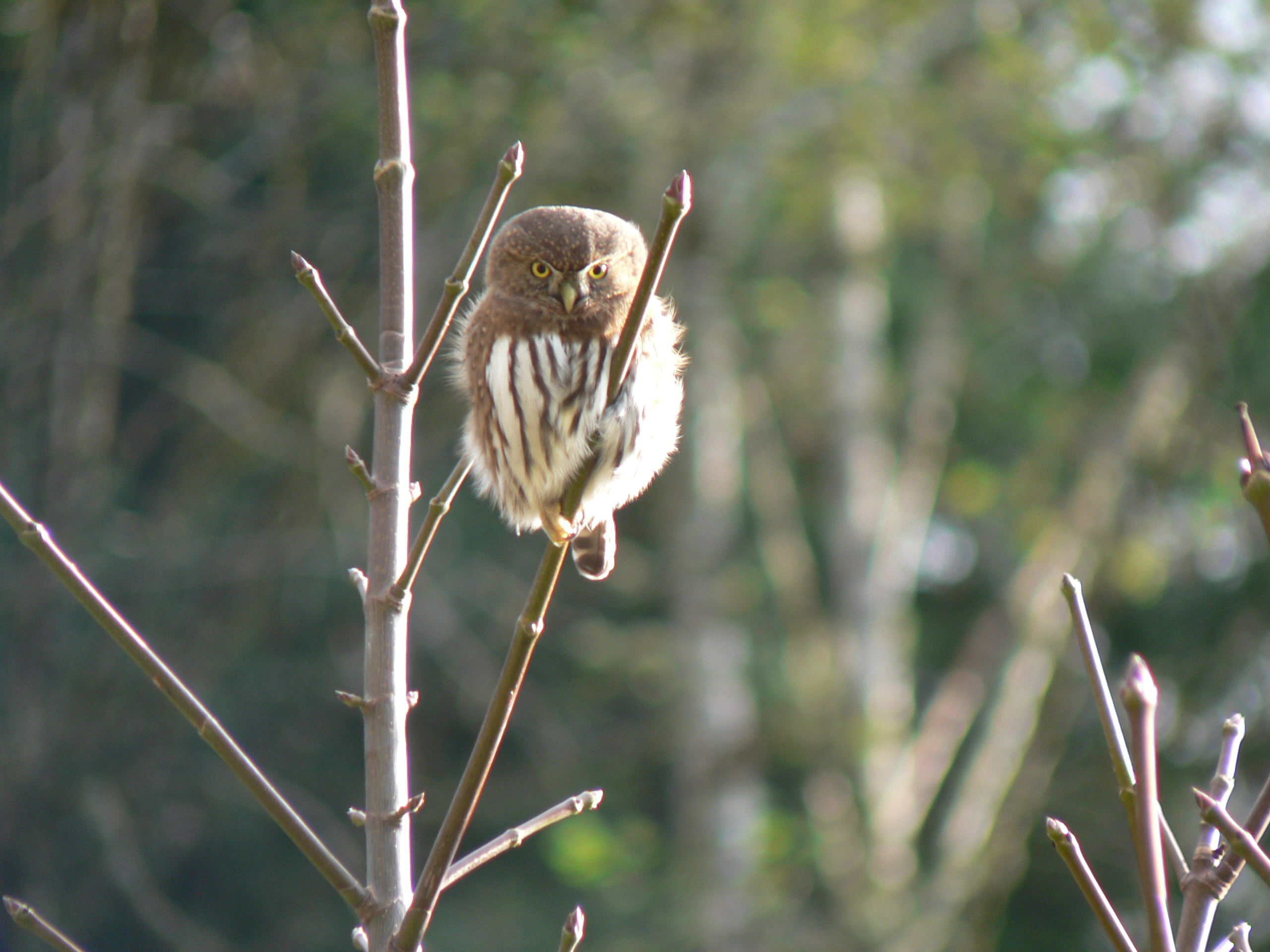
Каліфорнійський сичик-горобець (Національний парк Маунт-Рейнір, штат Вашингтон, США

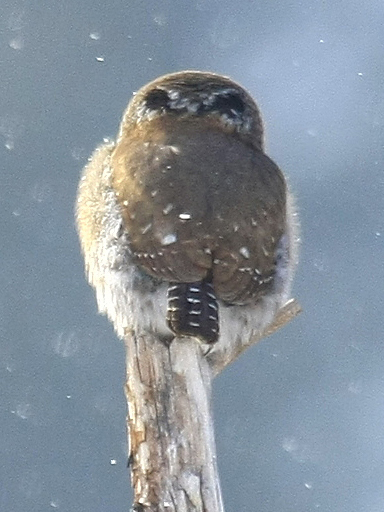
Фальшиве "обличчя" на потилиці птаха

Довжина птаха становить 15-19 см. Забарвлення переважно сіре, сірувато-коричневе або рудувато-коричневе. Голова кругла, поцяткована білими плямками, лицевий диск слабо виражений. Верхня частина грудей, крила і хвіст темні, середина і нижня частина грудей білі, поцятковані темними вертикальними смугами. На потилиці є дві чорних з білими краями плями, що нагадують очі і слугують до відлякування і обману. Хвіст відносно довгий, лапи оперені. Очі жовті, дзьоб жовтувато-зелений.

## Підвиди
Виділяють чотири підвиди:
- G. c. grinnelli Ridgway, 1914 — від південно-східної Аляски до північної Каліфорнії;
- G. c. swarthi Grinnell, 1913 — острів Ванкувер;
- G. c. californicum Sclater, PL, 1857 — від центральної Британської Колумбії до південного заходу США і північного заходу Мексики;
- G. c. bruegeli Nelson, 1910 — Скелясті гори на заході центральних США.

Гірські, бліді і гватемальські сичики-горобці раніше вважалися конспецифічними з каліфорнійським сичиком-горобцем.

## Поширення і екологія
Каліфорнійські сичики-горобці мешкають в Канаді, Сполучених Штатах Америки і Мексиці. Вони живуть в гірських хвойних, широколистяних і мішаних лісах, на узліссях і галявинах, в рідколіссях, на берегах річок і озер. Зустрічаються на висоті від 1500 до 2910 м над рівнем моря. Ведуть переважно осілий спосіб життя, північні популяції взимку мігрують в долини. Живляться комахами та іншими безхребетними, дрібними ссавцями, плазунами і птахами, зокрема піснярами і синицями. Іноді каліфорнійські сичики-горобці можуть вполювати велику здобич, наприклад, каліфорнійську перепелицю. Вони ведуть переважно денний спосіб життя, також є активними на світанку і в сутінках.
Сезон розмноження триває з квітня по червень. Каліфорнійські сичики-горобці гніздяться в дуплах дерев, на висоті від 3 до 23 м над землею, переважно на висоті 6-7 м над землею. Вони часто використовують покинуті гнізда дятлів. Найчастіше птахи гніздяться в дуплах таких дерев, як псевдотсуга Мензіса, туя велетенська, тсуга західна і вільха червона (Alnus rubra). В кладці від 2 до 7 (зазвичай 4-6) яєць, насиджує самиця. Інкубаційний період триває 29 днів, пташенята покидають гніздо через 30 днів після вилуплення, однак батьки продовжують піклуватися про них ще 20-30 днів.